# II. třída okresu Děčín
II. třída okresu Děčín (Okresní přebor dospělých OFS Děčín) patří společně s ostatními druhými třídami mezi osmé nejvyšší fotbalové soutěže v Česku. Je řízena Okresním fotbalovým svazem Děčín. Hraje se každý rok od léta do jara se zimní přestávkou. Účastní se ji 14 týmů z okresu Děčín, každý s každým hraje jednou na domácím hřišti a jednou na hřišti soupeře. Celkem se tedy hraje 30 kol. Vítězem se stává tým s nejvyšším počtem bodů v tabulce a postupuje do I.B třídy Ústeckého kraje – skupiny A. Poslední jeden až tři týmy sestupují do III. třídy okresu Děčín. Do II. třídy vždy zpravidla postupuje vítězný tým z Okresní soutěže OFS Děčín (III. třídy). 

## Vítězové
| 2003/2004 | TJ Union Děčín                 |
| 2004/2005 | FK Mikulášovice                |
| 2005/2006 | SK Plaston Šluknov „B“         |
| 2006/2007 | TJ Krásná Lípa                 |
| 2007/2008 | FK Františkov nad Ploučnicí    |
| 2008/2009 | MSK Benešov nad Ploučnicí      |
| 2009/2010 | TJ Union Děčín                 |
| 2010/2011 | TJ Čechie Horní Podluží        |
| 2011/2012 | SK Velký Šenov                 |
| 2012/2013 | FK Mikulášovice                |
| 2013/2014 | FK Malšovice                   |
| 2014/2015 | SK Dobkovice                   |
| 2015/2016 | TJ Spartak Jiříkov             |
| 2016/2017 | SK Dobkovice                   |
| 2017/2018 | TJ Slovan Jiřetín pod Jedlovou |
| 2018/2019 | SK Plaston Šluknov „B“         |
| 2019/2020 | SK Dobkovice                   |